# Torrefeta
Torrefeta és un poble de la Segarra, cap del municipi de Torrefeta i Florejacs, a 4 km de Guissona i 11 de Cervera (72 de Lleida i 109 de Barcelona). S'hi accedeix per la carretera L-311 entre Cervera i Guissona. L'any 2018 tenia uns 69 habitants.
El nom deriva, probablement, de Turre Fracta, és a dir, «torre trencada». En textos antics el nom de la vila apareix escrit «Torrefeyta» o «Torrefesta».
Està situat en el sector nord-occidental del terme en una fondalada travessada pel torrent de l'Oró, al migdia de la plana de Guissona. L'activitat econòmica del poble es basa en la producció agrícola; principalment de cereal de secà (ordi, blat, etc.) Hi resten algunes petites plantacions d'ametllers i olivera i n'ha desaparegut la vinya, que a comantçament del segle XX hi fou molt important. Existeixen petites granges de porcí i boví.
Del nucli antic en destaquen els antics portals de mig punt que donaven accés a la vila closa, així com l'església parroquial de Sant Amanç de Torrefeta, d'estil neoclàssic i barroc.